# داني ماكلينن
دانيال موريسون ماكلينان (بالإنجليزية: Danny McLennan)‏ (5 مايو 1925 - 11 مايو 2004) لاعب كرة قدم ومدرب كرة قدم اسكتلندي راحل. فاز بكأس الدوري الإسكتلندي مع إيست فايف. مسيرته التدريبية امتدت في جميع أنحاء العالم طوال أربعين عاما خلالها تمكن من تدريب عشرة منتخبات وطنية وهي: الفلبين وموريشيوس وروديسيا وإيران والبحرين والعراق ومالاوي والأردن وفيجي وليبيا.

## المسيرة لاعبا
ولد في ستيرلينغ. ممثل ماكلينن اسكتلندا على المستوى الدولي للمدارس. انضم إلى نادي رينجرز عندما كان في السابعة عشر من العمر. بعد فشله في اللعب للفريق الأول انتقل إلى نادي فالكيرك. حقق ماكلينن نجاحا كبيرا عندما انتقل للعب في نادي إيست فايف من 1947 إلى 1957. ساهم في فوز الفريق بكأس الدوري الإسكتلندي في عام 1953. لعب لفترة وجيزة لدندي قبل أن ينضم إلى بيرويك رينجرز لاعبا ومدربا.

## المسيرة مدربا
أولى مهماته التدريبية كانت مع بيرويك رينجرز في عام 1957 ثم ذهب إلى تدريب المنتخبات الوطنية في الفلبين وموريشيوس وروديسيا وإيران والبحرين والعراق وملاوي والأردن وفيجي وليبيا.
تولى ماكلينن منصب مدرب العراق في عام 1975 وبقي لمدة سنة واحدة فقط. ساهم في تقديم بعض اللاعبين الشباب غير المعروفين آنذاك مث المهاجم الشاب كاظم وعل والظهير الأيسر عادل خضير والمهاجم أحمد صبحي وهادي أحمد وفلاح حسن لاعبا الوسط اللذان انتقلا من خط الوسط إلى خط الهجوم. في كأس الخليج العربي لكرة القدم 1979 في الدوحة هزم العراق الإمارات 4-0 والبحرين 4-1 وعمان 4-0 ثم السعودية 7-1 حيث سجل وعل البالغ من العمر 24 سنة والذي شارك في مباراته الدولية الأولى قبل عام هدف بعد مرور 90 ثانية من بداية المباراة.
في المباراة الأخيرة ضد الكويت كان العراق متقدم 2-0 بعد أربع دقائق فقط من بداية الشوط الثاني. ومع ذلك وفي ظل بحث العراقيين عن الهدف الثالث استطاع الكويت تسجيل هدفين في دقيقتين لتنتهي المباراة بالتعادل 2-2. بعد انتهاء المباراة بالتعادل تعادل العراق والكويت في عدد النقاط مما حدا باللجنة المنظمة للبطولة إلى تحديد مباراة فاصلة لمعرفة البطل حيث خسر العراق من الكويت 2-4 بفضل هاتريك من المهاجم الكويتي عبد العزيز العنبري. بعد أسابيع قليلة قرر اتحاد العراق لكرة القدم المستاء من خسارة البطولة عزل ماكلينن وتعيين اليوغوسلافي لينكو غرتشيتش مكانه.
كانت آخر مهمة تدريبية له مع نادي تشرتشل براذرز الهندي على فترتين آخرها في عام 1998.